# Rue de Cadix
La rue de Cadix est une voie du 15e arrondissement de Paris, en France.

## Situation et accès

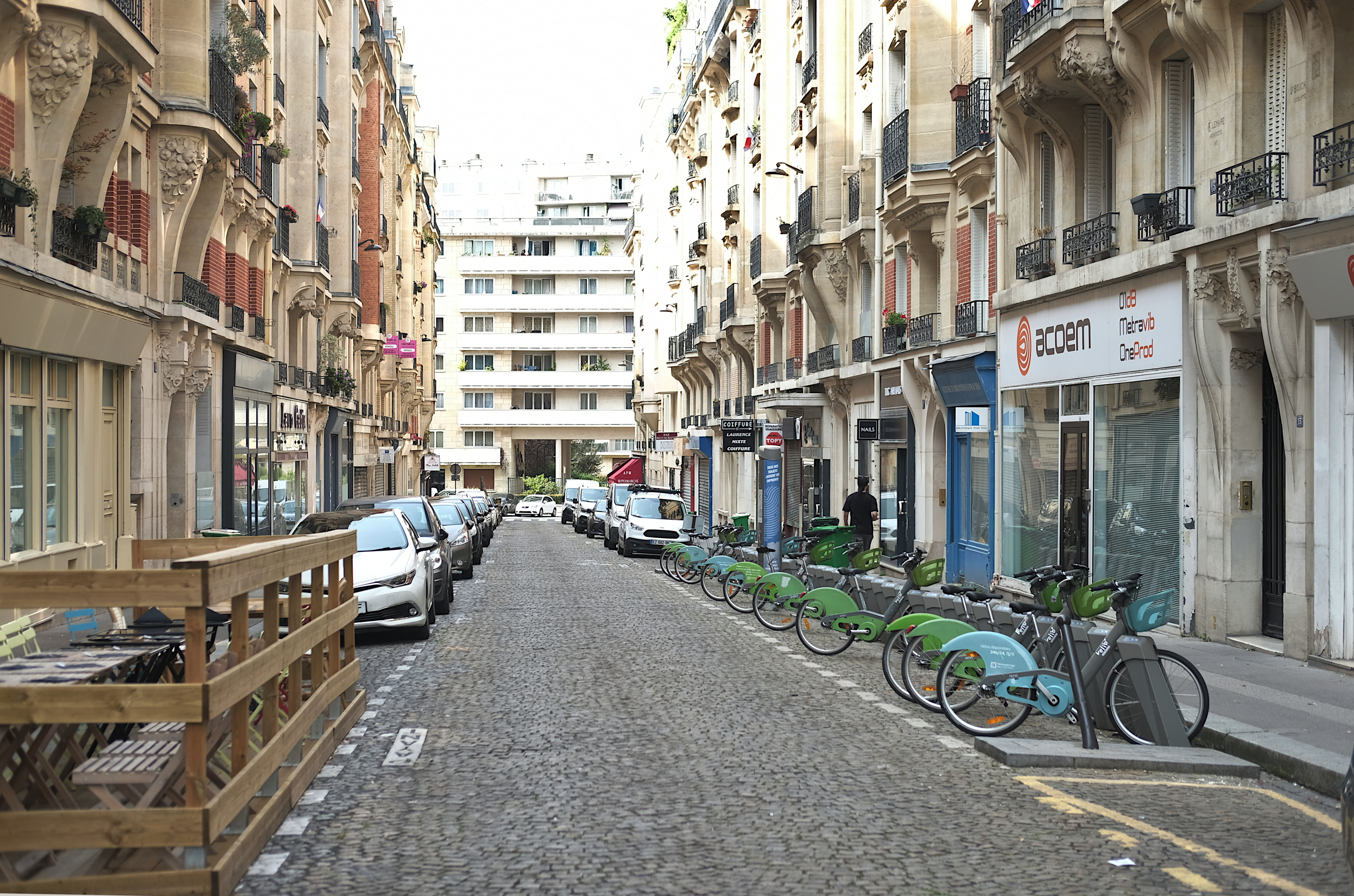
La rue vue en direction de la rue du Hameau.

La rue de Cadix est une voie publique située dans le 15e arrondissement de Paris. Elle débute au 17, rue du Hameau et se termine au 372, rue de Vaugirard.

## Origine du nom
Elle porte le nom de la ville espagnole de Cadix. 

## Historique
Cette rue est ouverte et prend sa dénomination actuelle en 1912,.

## Bâtiments remarquables et lieux de mémoire
- L'ensemble de la rue a été conçu dans les années 1913 et suivantes par Constant Lemaire et l'architecte Jean Boucher.
- no 14 rue de Cadix, angle no 372 rue de Vaugirard : « Immeuble plat »[3].
- La rue longe la ligne de Petite Ceinture.

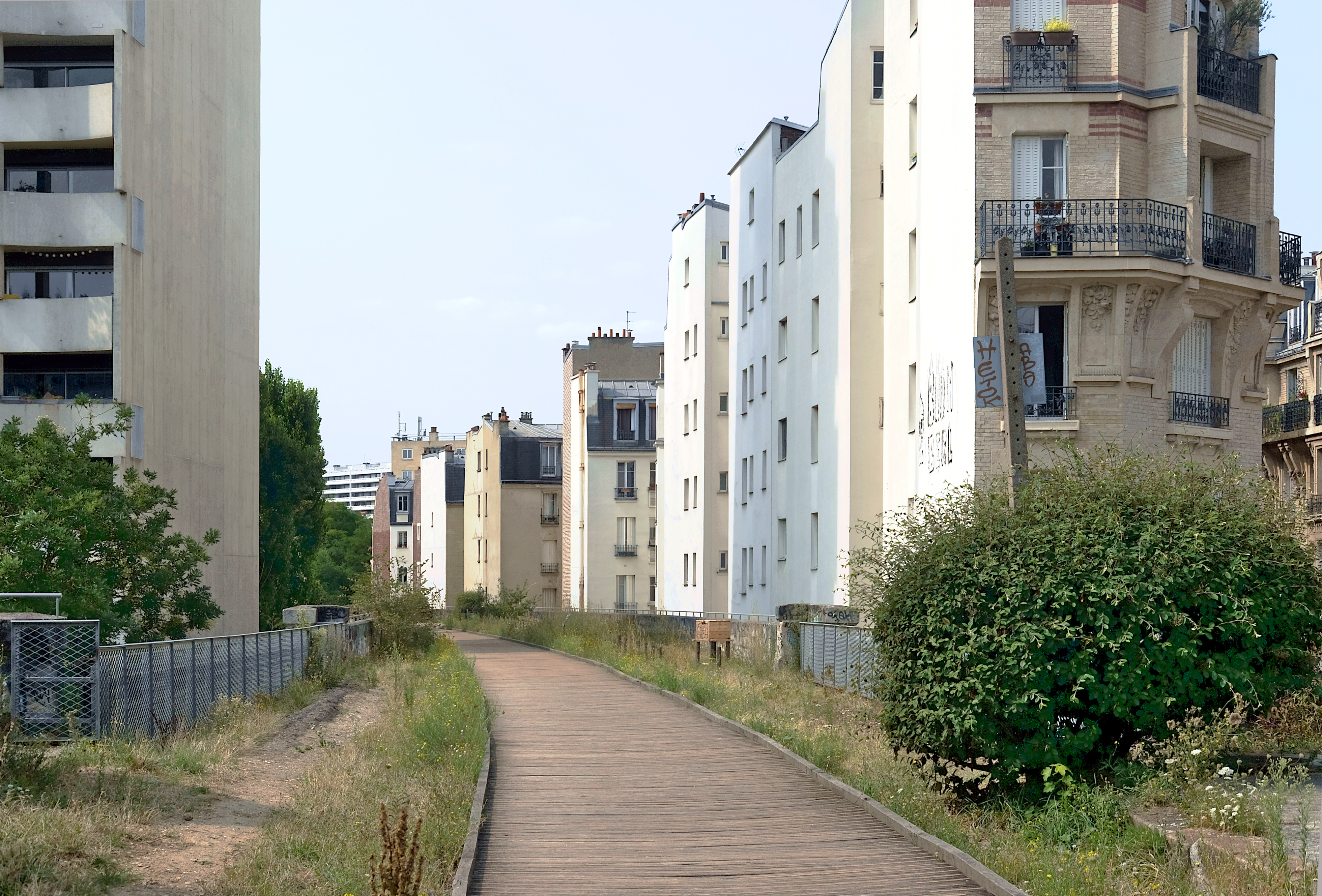
La ligne de Petite Ceinture derrière la rue de Cadix.
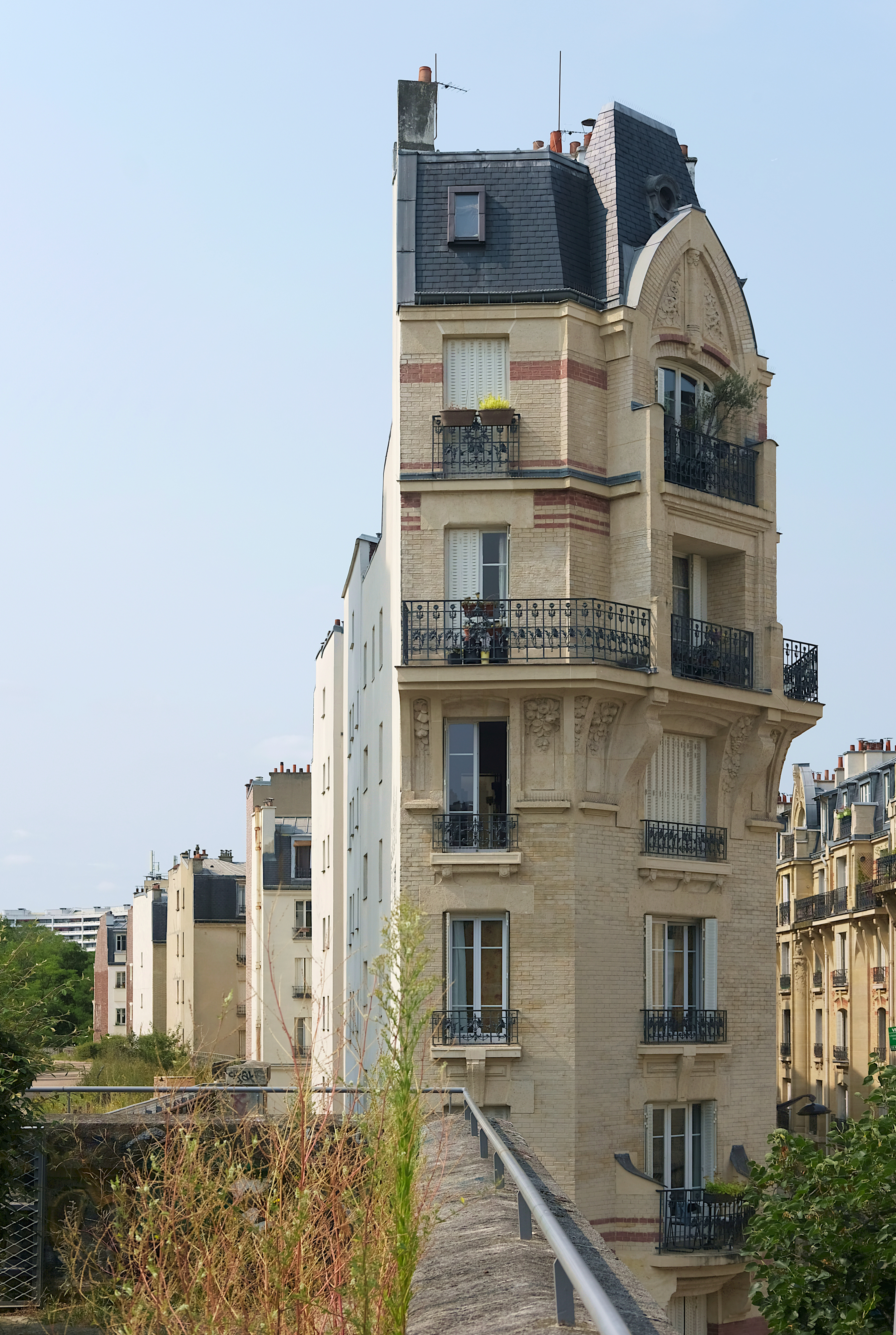
Immeuble d'angle du no 14.